# Территория Аляска
Аляска (англ. Alaska) — инкорпорированная организованная территория США, существовавшая с 24 августа 1912 года по 3 января 1959 года. В 1959 году была принята в состав США в качестве штата Аляска. До 1912 года имела статус округа.
Ряд событий конца XIX века, в частности, введение налога на спиртное и принятие в 1899 году уголовного кодекса, усилили желание Аляски иметь представителей в Конгрессе США. 24 августа 1912 года Аляска была объявлена инкорпорированной организованной территорией США.
В 1916 году население Аляски составляло 58 тысяч человек. Джеймс Уикершем, представитель Аляски в Конгрессе, представил законопроект о преобразовании Аляски в штат. Однако в этот момент законопроект не получил достаточного интереса со стороны населения Аляски, и не был принят Конгрессом. В 1923 году Аляску посетил президент США Уоррен Гардинг, но и это не увеличило интерес населения к преобразованию территории в штат. Территория Аляски была разделена на четыре части (англ. divisions), и крупнейший из них, с центром в Джуно, рассматривал вопрос об отделении от трёх остальных и преобразовании в штат. Территорию в общей сложности контролировали 52 различных федеральных агентства.
В 1920 году был принят Акт о торговых судах, согласно которому торговые суда, плавающие под американским флагом, могли быть построены только в США, находиться в собственности граждан США, а также быть задокументированы согласно законам США. Все товары, доставляемые на Аляску либо транспортируемые с Аляски, должны были проходить через Сиэтл, что делало Аляску зависимым от штата Вашингтон. Ситуация разбиралась в Верховном суде США, который постановил, что положение конституции, согласно которому один штат не должен контролировать торговлю другого штата, неприменимо, так как Аляска не является штатом. В Сиэтле немедленно подняли цены на доставку товаров на Аляску.
В результате Великой Депрессии упали цены на рыбу и медь, товары, бывшие жизненно важными для Аляски. Соответственно, заработная плата упала, и предложение рабочей силы на Аляске снизилось вдвое. В 1935 году президент Франклин Делано Рузвельт предложил переместить население из сельскохозяйственных районов США с суровым климатом (Мичиган, Висконсин и Миннесота) в долину Матануска-Суситна на Аляску, где те могли бы поддержать собственное существование, занимаясь сельским хозяйством. Программа, однако, по ряду причин, одной из которых было отсутствие у Аляски статуса штата, так и не была развёрнута.
Дальнейшее заселение Аляски связано с развитием авиации, так как заселение её внутренних областей и доставку туда товаров и продовольствия стало возможным только после установления регулярного авиасообщения. Однако из-за неблагоприятных погодных условий Аляска является крайне сложным для авиасообщения регионом, и на её территории произошло множество авиакатастроф.
С июня 1942 по август 1943 года Япония удерживала в ходе Алеутской операции два острова в составе Алеутской гряды. В 1943 году силами 43 тысяч солдат операция завершилась победой США, и японские войска были вытеснены с островов.
После войны федеральное правительство пришло к выводу о желательности придания Аляске статуса штата, и 3 января 1959 года Аляска стала штатом США. Это событие было несколько задержано, так как члены Конгресса от Республиканской партии опасались, что Аляска поддержит на выборах Демократическую партию.